# Province cartusienne de Saint-Bruno
Ne doit pas être confondu avec la Province cartusienne de Lombardie ou « Lombardiæ-propinquior ».

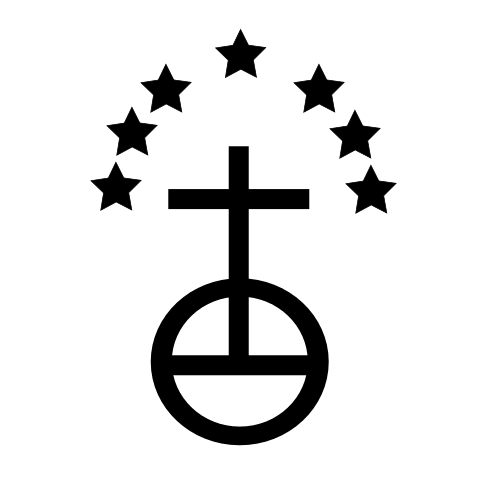
Armoiries des Chartreux

La province de l'ordre des Chartreux d’Italie citérieure ou province de Lombardie extérieure, en latin : Lombardiæ-remotioris est créée au début du XIVe siècle et prend ensuite le nom de province de Saint Bruno.
Même si la plupart des chartreuses de la province sont situées en Italie. Elle correspond à un groupe de maisons ou chartreuses et non à un espace géographique.

## Histoire
Dans la carte de 1370, la province de Lombardie est divisée en deux, l'une est appelée province de Lombardie rapprochée, en latin : Lombardiæ-propinquior, et l'autre de province de Lombardie éloignée ou extérieure, Lombardiæ-remotioris. Vers 1628, la province de Lombardie éloignée est appelée d'abord province des Saints Étienne et Bruno, puis simplement province de Saint-Bruno.

## Liste des chartreuses
Par date de fondation :
- Calabre (Serra San-Bruno) 1090
- Trisulti 1208-1946
- Padula 1304-1866
- Naples 1329-1921
- Guillonèse 1338-1420
- Catane 1364-1381
- Rome (Sainte-Croix-de-Jérusalem) 1370-1561
- Rome (Sainte-Marie-des-Anges) 1561-1884
- Capri 1370-1808
- Chiaromonte 1392-1806

## Visiteurs de la province de Saint-Bruno
- Marcel Geist (†1469), prieur de Mayence, meurt à la Chartreuse de Naples pendant qu'il faisait la visite canonique des Maisons d'Italie.

- 1510 : Jacques de Aragon, prieur de Capri en 1509, prieur de Rome en 1510, élu prieur de Naples en 1511, tandis qu’il était nommé visiteur de la province d’Italie citérieure, future province Saint-Bruno.

- 1563 : Jean de Libra ou Delibra (le Vieux), né à Montauban, il étudie à l'Université de Cahors, y occupe une chaire pendant quelques années, se fait moine à la Chartreuse de Cahors en 1533, prieur de Glandier, puis de Castres en 1545, de Glandier (1557-1563), visiteur commissaire des trois provinces italiennes et prieur de Milan, revient d'Italie en 1563, nommé, pour la deuxième fois, prieur de Castres[2], visiteur d'Aquitaine[3].

- 1580 : Jean-Baptiste Ruino (†1588), né à Bologne d’une famille noble, profès de Pavie, prieur de Capri en 1575, de Rome en 1579, de Naples en 1580, étant en même temps visiteur de la province de Lombardie « remotior », simultanément procureur général, institué par le pape en 1583 commandeur des Hospitaliers du Saint-Esprit à Rome.

- 1668 : Andrea Cancelleri, né à Naples en 1600, profès de Naples le 11 novembre 1617, successivement prieur de Padula et de Naples et visiteur de la province Saint-Bruno, mort en charge le 2 février 1668.